# 三代目薬屋久兵衛
『三代目薬屋久兵衛』（さんだいめくすりやきゅうべえ）は、ねむようこによる日本の漫画作品。『FEEL YOUNG』（祥伝社）にて2014年9月号から2017年1月号まで連載された。単行本は全5巻。

## あらすじ
祖父が営む漢方薬局の3代目を継ぐべく修行中の三久は、実は短い結婚生活にけりをつけて故郷に戻ってきたバツイチだった。祖父の友人で大学教授を務める猶原の教え子・叶と出会い、ほのかに好意を抱き、人見知りの叶もまた三久に惹かれていくが、三久は中学時代に付き合っていた彼と別れ際に交わした「結婚」の約束を果たすのが、自分が進むべき正解の道だと信じきり、叶からの好意にも、自分が叶に感じた好意にも背を向けることにするのだった。

## 登場人物
三久（みく）
漢方薬局「薬屋久兵衛」の3代目を継ぐために修行中。25歳。人を信じやすい。大学卒業後、付き合っていた彼氏と入籍したが、間もなく離婚した。
久蔵
三久の祖父。「薬屋久兵衛」2代目当主。問診と言っては度々麻雀にふけっている。
菊乃
三久の祖母。三久は「死んだ」と聞かされていたが、久蔵の浮気に対する怒りと失望から別居していただけだった。町の都市伝説「森の魔女」その人。
らいむ
三久の中学時代の同級生。町外れでバー「ダイナー ピンクライム」という店をやっている。
河合
三久の中学時代の同級生。プードル専門のトリマーで、本人もプードルのような髪型をしている。
猶原（このはら）
貝桜大学薬用植物学教授。久蔵と菊乃とは学生時代からの友人。
青柳 叶（かなえ）
貝桜大学の学生。猶原の教え子。人より植物が好きで、人見知りが激しい。血が苦手。薬剤師の資格を持っているため、菊乃や久蔵に婿候補として目をつけられる。
アキト
三久が中学時代に付き合っていた同級生。転校を機に別れたが、結婚の約束をした。
奈美
らいむの店のバイト。男子。らいむのことが好き。

## 書誌情報
- ねむようこ『三代目薬屋久兵衛』祥伝社〈フィールコミックス〉、全5巻
  1. 2015年3月7日発売[3]、ISBN 978-4-396-76632-0
  2. 2015年9月8日発売[4]、ISBN 978-4-396-76654-2
  3. 2016年3月8日発売[5]、ISBN 978-4-396-76667-2
  4. 2016年9月8日発売[6]、ISBN 978-4-396-76680-1
  5. 2017年3月8日発売[7]、ISBN 978-4-396-76699-3